# Polyrhachis rubiginosa
Polyrhachis rubiginosa é uma espécie de formiga do gênero Polyrhachis, pertencente à subfamília Formicinae.